# Thuidium nutans
Thuidium nutans är en bladmossart som beskrevs av Bescherelle 1873. Thuidium nutans ingår i släktet tujamossor, och familjen Thuidiaceae. Inga underarter finns listade i Catalogue of Life.